# Kalven (Torsåkers socken, Gästrikland, 669772-153198)
Kalven är en sjö i Hofors kommun i Gästrikland och ingår i Dalälvens huvudavrinningsområde. Sjöns area är 0,025 kvadratkilometer och den är belägen 155 meter över havet.